# Вильча (Гомельская область)
Вильча (бел. Вільча) — деревня в Люденевичском сельсовете Житковичского района Гомельской области Белоруссии.
На территории биологического заказника республиканского значения «Низовье Случи».

## География

### Расположение
В 26 км на запад от Житковичей, 10 км от остановочного пункта Дедовка (на линии Лунинец — Калинковичи), 259 км от Гомеля.

## Гидрография
На реке Случь (приток реки Припять).

## Транспортная сеть
Транспортные связи по просёлочной, затем автомобильной дороге Лунинец — Калинковичи. Планировка состоит из криволинейной улицы, близкой к меридиональной ориентации. Жилые дома деревянные, усадебного типа.

## История
Согласно письменных источников известна с XVI века как деревня Вельча в Слуцком повете Минского воеводства Великого княжества Литовского. После 2-го раздела Речи Посполитой (1793 год) в составе Российской империи. В 1834 году поместье Ленин, во владении князя Л. П. Витгенштейна. Согласно переписи 1897 года находилась в Ленинской волости Мозырского уезда Минской губернии.
В 1921 году в наёмном доме открыта школа, а в 1923 году для неё построено своё здание. В 1930 году организован колхоз «Красный пограничник», работала кузница. В 1932 году построено новое здание для начальной школы. Во время Великой Отечественной войны 26 жителей погибли на фронте. Согласно переписи 1959 года в составе колхоза «XX партсъезд» (центр — деревня Гряда). Действовали клуб, начальная школа, библиотека, фельдшерско-акушерский пункт.
До 31 октября 2006 года в составе Брониславского сельсовета.

## Население

### Численность
- 2004 год — 60 хозяйств, 107 жителей.

### Динамика
- 1834 год — 33 двора.
- 1897 год — деревня — 163 жителя, хутор — 12 жителей и фольварк — 8 жителей (согласно переписи).
- 1917 год — 324 жителя.
- 1925 год — 50 дворов.
- 1959 год — 445 жителей (согласно переписи).
- 2004 год — 60 хозяйств, 107 жителей.